# Vicky Holland
Pour les articles homonymes, voir Holland.
Vicky Holland, née le 12 janvier 1986 à Gloucester est une triathlète britannique, professionnelle championne du monde de triathlon courte distance en 2018 et championne d'Europe en 2024.

## Biographie

### Jeunesse
Vicky Holland entre à l'université en étant déjà une nageuse et coureuse de bon niveau ayant participé à des compétitions régionales et nationales en athlétisme et en natation. Elle est contactée par la fédération britannique de triathlon qui l’invite à essayer ce sport. Elle n'est pas favorable à cette idée à priori, souhaitant continuer de progresser dans ses sports d'origines. Cependant après un stage d'entrainement et de découverte de la fédération britannique qui se déroule en France et auquel elle participe, elle décide de s'adonner à ce sport. Un mois plus tard, elle participe à sa première compétition lors du triathlon de Londres, dans la catégorie junior. Elle éprouve des difficultés à trouver sa place dans ce sport et elle est souvent en proie aux doutes sur son avenir dans cette pratique, jusqu'en 2009, année où elle rejoint une nouvelle équipe entrainée par Darren Smith qui la remotive complètement. Elle décide alors de s'engager complètement dans ce sport. Après des résultats convaincants, elle est sélectionnée pour la Grande-Bretagne, en vue des Jeux olympiques de Londres 2012.

### Carrière en triathlon
Vicky Holland en 2012 remporte avec trois coéquipiers, le championnat du monde en relais mixte 2012, performance qu'elle réédite en 2014. Elle participe cette même année aux Jeux olympiques de Londres où elle termine 26e sur les 55 participants.
En 2014, elle remporte également la médaille de bronze lors de l'épreuve individuelle de triathlon des Jeux du Commonwealth de 2014.
En 2015, dans le cadre des championnats du monde de triathlon, elle remporte l'épreuve de Cape Town en Afrique du Sud.
Elle est médaillée de bronze olympique en 2016 à Rio de Janeiro.

## Palmarès
Le tableau présente les résultats les plus significatifs (podium) obtenus sur le circuit national et international de triathlon depuis 2011,.
| Année | Compétition                                   | Pays             | Position           | Temps           |
| ----- | --------------------------------------------- | ---------------- | ------------------ | --------------- |
| 2024  | Championnats d'Europe                         | France           | Médaille d'or      | 1 h 52 min 35 s |
| 2020  | Coupe du monde - l'étape sprint du Mooloolaba | Australie        | Médaille d'or      | 0 h 57 min 46 s |
| 2019  | Test Events Tokyo                             | Japon            | Médaille de bronze | 1 h 41 min 11 s |
| 2018  | Championnats du monde - Classement général    |                  | Médaille d'or      | 5540 points     |
| 2018  | WTS Edmonton                                  | Canada           | Médaille d'or      | 56 min 51 s     |
| 2018  | WTS Montréal                                  | Canada           | Médaille d'or      | 1 h 59 min 29 s |
| 2018  | WTS Leeds                                     | Royaume-Uni      | Médaille d'or      | 1 h 56 min 32 s |
| 2018  | WTS Gold Coast (Finale)                       | Australie        | Médaille d'argent  | 56 min 51 s     |
| 2018  | WTS Bermudes                                  | Bermudes         | Médaille d'argent  | 2 h 3 min 24 s  |
| 2018  | Coupe du monde - l'étape sprint du Cap        | Afrique du Sud   | Médaille d'or      | 0 h 52 min 15 s |
| 2016  | Jeux olympiques - Rio                         | Brésil           | Médaille de bronze | 1 h 57 min 1 s  |
| 2016  | WTS Leeds                                     | Royaume-Uni      | Médaille de bronze | 2 h 1 min 57 s  |
| 2016  | Grand Prix de triathlon - Étape de Dunkerque  | France           | Médaille d'or      | Timing          |
| 2015  | WTS Chicago                                   | États-Unis       | Médaille de bronze | 1 h 56 min 20 s |
| 2015  | WTS Edmonton                                  | Canada           | Médaille d'or      | 0 h 58 min 55 s |
| 2015  | WTS Hambourg                                  | Allemagne        | Médaille d'argent  | 0 h 57 min 13 s |
| 2015  | WTS Cape Town                                 | Afrique du Sud   | Médaille d'or      | 1 h 49 min 51 s |
| 2014  | Jeux du Commonwealth                          | Écosse           | Médaille de bronze | 1 h 59 min 11 s |
| 2014  | Jeux du Commonwealth - Relais Mixte           | Écosse           | Médaille d'or      | 1 h 13 min 24 s |
| 2013  | Championnat d'Europe - Alanya                 | Turquie          | Médaille d'argent  | 1 h 55 min 45 s |
| 2011  | Coupe d'Océanie - l'étape de Wellington       | Nouvelle-Zélande | Médaille d'or      | 2 h 5 min 12 s  |

| Année | Compétition                                        | Pays        | Position           | Temps           |
| ----- | -------------------------------------------------- | ----------- | ------------------ | --------------- |
| 2018  | WTS Nottingham                                     | Royaume-Uni | Médaille d'argent  | 1 h 21 min 45 s |
| 2015  | Championnats du monde de triathlon en relais mixte | Allemagne   | Médaille de bronze | 1 h 20 min 52 s |
| 2014  | Championnats du monde de triathlon en relais mixte | Allemagne   | Médaille d'or      | 1 h 19 min 7 s  |
| 2012  | Championnats du monde de triathlon en relais mixte | Suède       | Médaille d'or      | 1 h 26 min 48 s |

| Édition      | Position | Temps          |
| ------------ | -------- | -------------- |
| Toyko 2020   | 13e      | 2 h 0 min 10 s |
| Rio 2016     | 3e       | 1 h 57 min 1 s |
| Londres 2012 | 26e      | 2 h 2 min 25 s |